# ماركو كنيجفيتش
ماركو كنيجفيتش (بالصربية: Марко Кнежевић)‏ هو لاعب كرة قدم صربي في مركز حراسة المرمى، ولد في 29 مارس 1989 في بلغراد في صربيا. شارك مع منتخب صربيا تحت 17 سنة لكرة القدم ومنتخب صربيا تحت 19 سنة لكرة القدم. أما مع النوادي، فقد لعب مع نادي بوراتس بانيا لوكا.

## وصلات خارجية
- ماركو كنيجفيتش على موقع قاعدة بيانات كرة القدم.إي يو (الإنجليزية)
- ماركو كنيجفيتش على موقع Soccerbase.com (لاعب) (الإنجليزية)
- ماركو كنيجفيتش على موقع Soccerway.com (الإنجليزية)
- ماركو كنيجفيتش على موقع عالم كرة القدم.نت (الإنجليزية)